# Howson Peak
Howson Peak je s nadmořskou výškou 2 759 metrů nejvyšší hora pohoří Kitimat Ranges na západě Britské Kolumbie v Kanadě.
Howson Peak leží v severovýchodní části Kitimat Ranges, jihovýchodně od města Terrace.
Hora se nachází na severozápadní hranici chráněné oblasti Burnie-Shea Provincial Park.